# 杵築市コミュニティバス
杵築市コミュニティバス（きつきしコミュニティバス）は、大分県杵築市が同市内で運行するコミュニティバスである。

## 概要
- 旧杵築市内を走るコミュニティバス路線（杵築コース：4路線）の開設と同時に、従来運行していた「杵築市循環バス」、旧山香町域の「福祉バス」、旧大田村域の「巡回バス」を統合するかたちで開始した。
- 料金は1回利用100円均一で、小学生以下は無料[1]。
- 土曜日・日曜日・祝祭日・12月29日 - 1月3日は運休[1]。
- 運行形態は以下の通りである。
  - 市内循環コース - 国東観光バスに委託[2]
  - 杵築コース - 国東観光バスに委託[3]
  - 山香コース - 民間企業に委託[4]
  - 大田コース - 民間企業に委託[4]

## 沿革

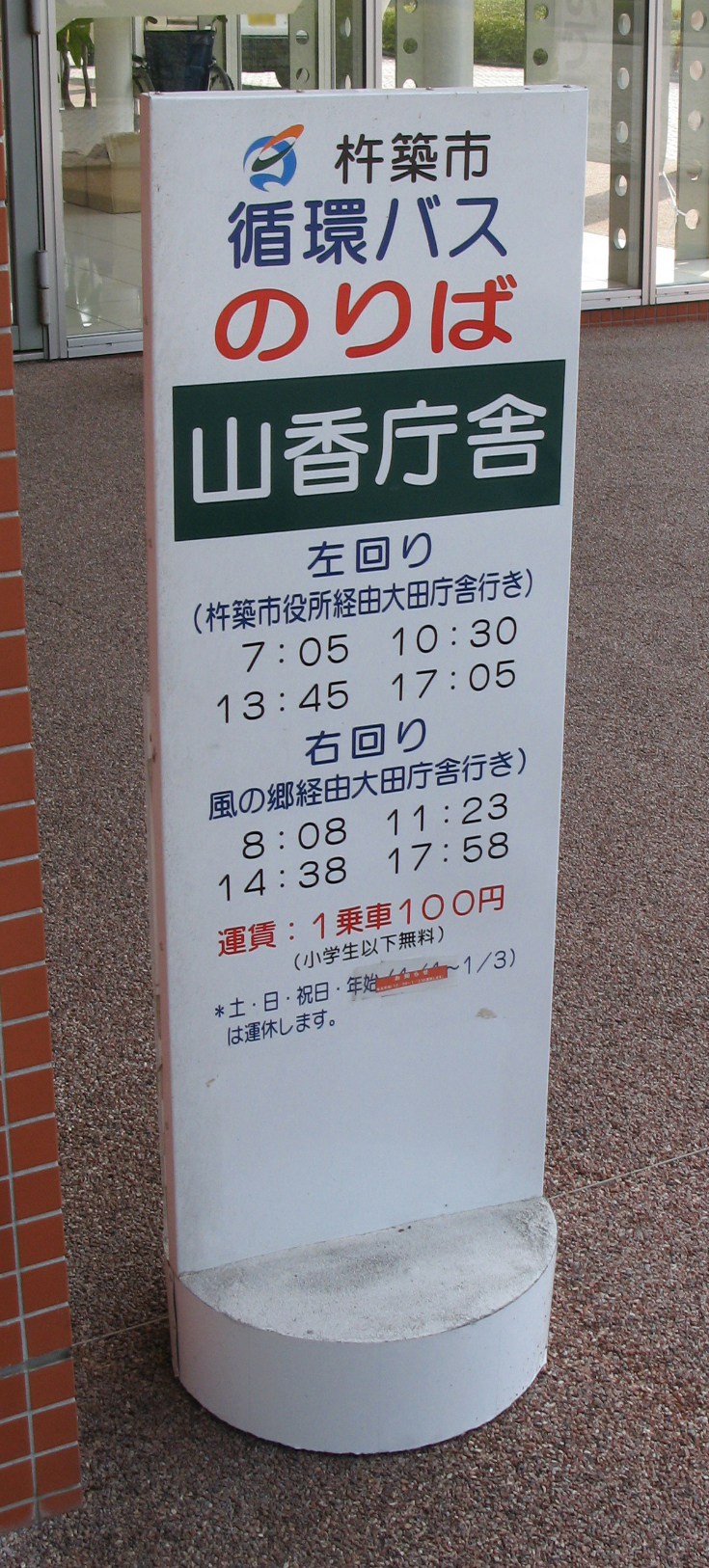
「杵築市循環バス」（当時）のバス停

- 1997年4月1日 - 山香町にて、山香町福祉バス運行開始[4]。4路線、各路線週2便。無料。
- 2003年6月2日 - 大田村にて、大田村巡回バス運行開始。6路線、月・火・水曜のみ。無料。
- 2005年10月1日 - 山香町、大田村の杵築市への合併に伴い、山香町の福祉バス、大田村の巡回バスが杵築市に引き継がれる。
- 2006年5月22日 - 杵築市循環バス運行開始[4]。合併前旧3自治体（杵築・山香・大田）の庁舎を循環路線で結ぶ。無料。
- 2006年10月1日 - 杵築市循環バスを有償（1回100円）化。
- 2008年4月1日 - 旧杵築市内にてコミュニティバス（杵築コース、4路線）運行開始[4]。これに合わせて従来のコミュニティバスを杵築市コミュニティバスに統合。
  - 杵築市循環バスを、杵築市コミュニティバスの「市内循環コース」と改める。
  - 山香コース（旧山香町福祉バス）をコミュニティバスの料金体系に合わせて有償化[4]。
  - 大田コース（旧大田村巡回バス）を火曜・木曜も運行日に追加、週5日の運行に変更。
- 2009年4月1日 - 市内循環コースを杵築市役所 - 法務局前間1.4km延長。
- 2009年10月1日 - 杵築コースの東線を火曜・木曜も運行日に追加、週5日運行に変更。
- 2016年 - 大田コースを有償化[4]。
- 2017年4月1日 - 運行が平日のみとなる[5]。

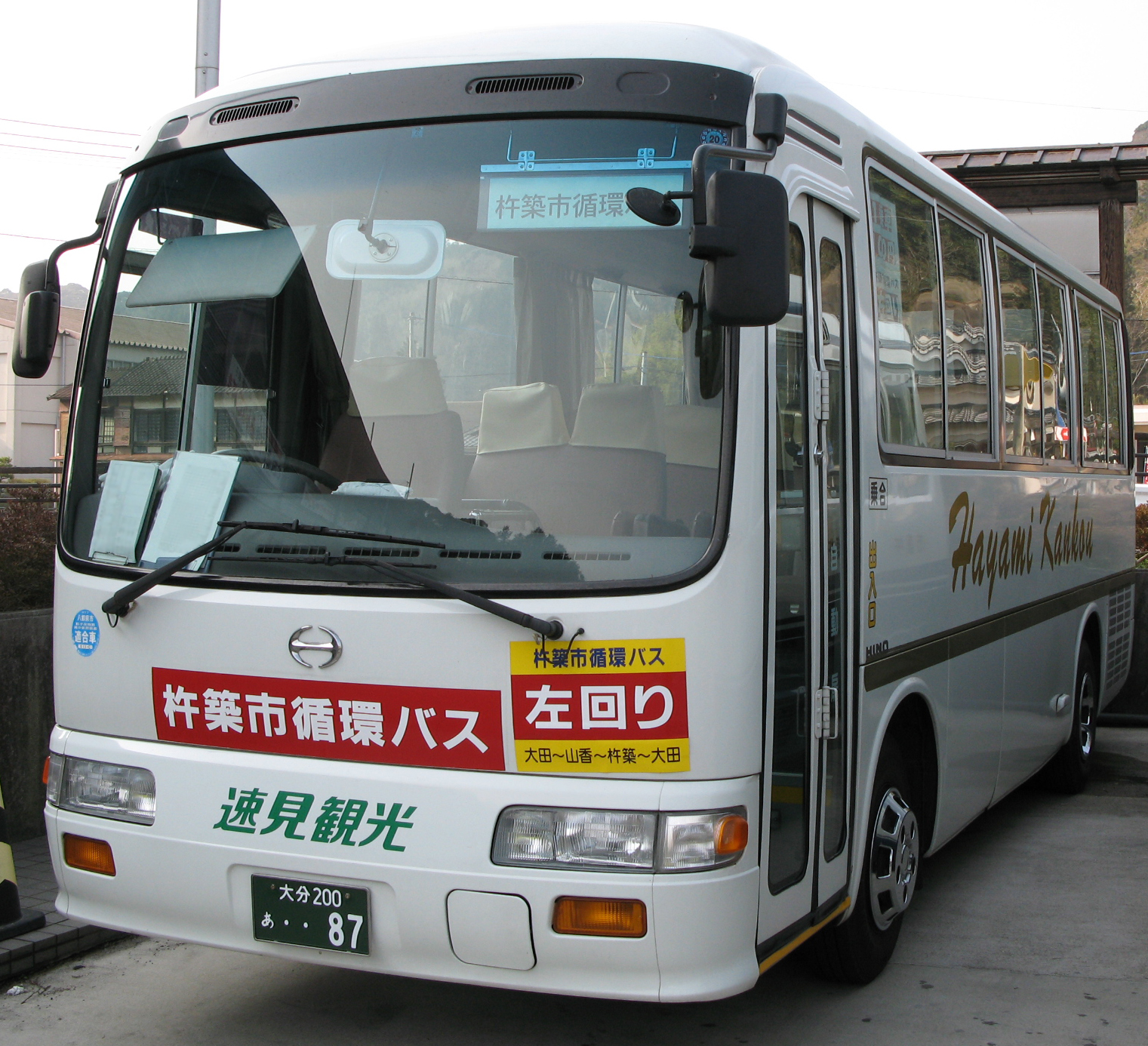
「杵築市循環バス」（当時）左回りの車両 （山香タクシー（速見観光）担当）
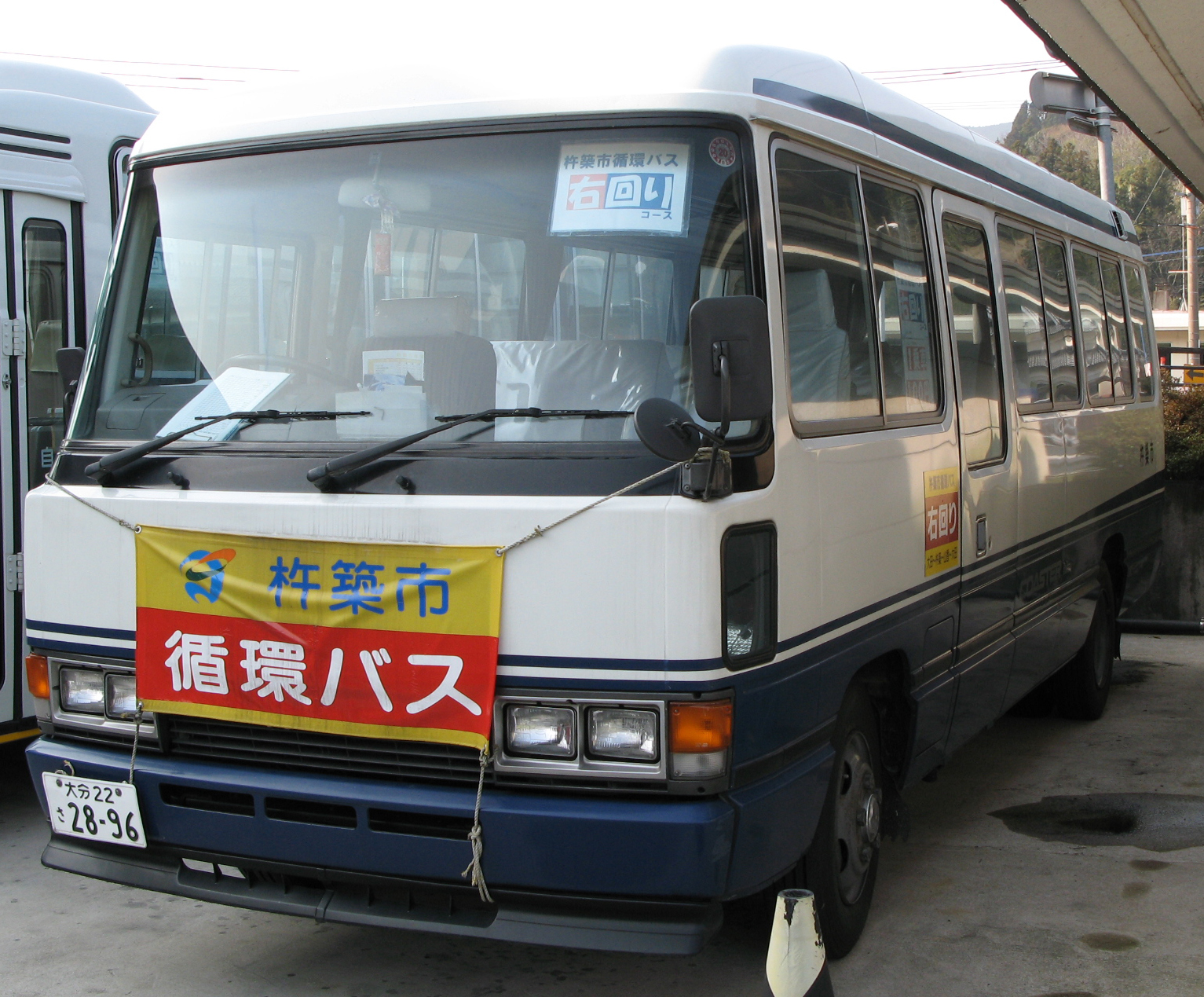
「杵築市循環バス」（当時）右回りの車両 （白ナンバー車）

## 路線
路線は市内循環コース、杵築コース、山香コース、大田コースに分かれている。停留所での乗降が原則であるが、一部の区間（国道10号及び路線バス運行区間）を除き停留所以外での乗降も可能である。

### 市内循環コース
- 大田庁舎 - だんだん畑 - 波多方消防詰所前 - 鮎帰 - ポケットパークはだかた - 尾上 - 中津屋 - 鴨川（中筋） - 北杵築小学校前 - 四辻 - 溝井 - 中の原 - 杵築IC入口 - 馬場尾 - 菅原内科前 - 杵築市商工会前 - 杵築市役所 - 県信用組合前 - 杵築バスターミナル - 県信用組合前 - 杵築市役所 - 杵築市商工会前 - 総合運動公園 - 平尾台団地入口 - 大左右 - 赤松 - 大川司 - 瀬口 - 東山香地区公民館 - 大井手橋 - 高取 - 中山香駅前 - 杵築市立山香病院前 - 山香中学校前 - 山香庁舎 - 神田楽市前 - 山香温泉風の郷 - 大田庁舎
  - 右回り、左回り双方の便がある。上記は右回りの順路[2]。

### 杵築コース
東線
- 杵築バスターミナル - 旧JA東支所前 - 高須 - 納屋埋立 - 尾本 - 原北 - 立花 - 加貫入口 - カジヤ - 加貫公民館前 - 加貫出口 -  梶ヶ浜 - 加貫出口 - 加貫中下 - 加貫 - 生常 - 大平 - 原南 - 小浜 - 年田 - 山田 - 程川 - 原北 - 高須 -  杵築東郵便局前 - 須崎 - 片野入口 - 三川 - 市立図書館前 - 杵築市商工会前 - 杵築市役所 - 県信用組合前 - 杵築バスターミナル[3]

大内線
- 杵築バスターミナル - 草場 - 菅尾入口 - 菅尾公民館前 - 三光坊 - 新興 - 尾伏池 - 小狭間 - 尾伏池 - 篠原 - 草場 - 大内 - いこいの村 - 杵築バスターミナル
  - 火曜日・木曜日のみの運行[3]。

### 山香コース
全路線とも午前・午後各1便の運行で、午前と午後とは順路が逆になる。下記は午前の便の順路である。
浄土寺・富田線
- 山香庁舎 - 日指 - 上地区公民館 - 浄土寺 - 目久保公民館 - 別府ゴルフ場入口 - 富田 - 下河内公民館 - 日指 - 山香病院 - 山香庁舎
  - 月曜日のみの運行。

内河野・西谷線
- 山香庁舎 - 内河野 - 鳥の江 - 西谷 - 芋恵良 - 原 - 山浦郵便局 - 鳥の江 - 立石駅 - 下 - 山香病院 - 山香庁舎
  - 月曜日のみの運行。

向野・床並線
- 山香庁舎 - 下 - 船 - 松尾 - 平山 - 今原 - 船 - 立石駅前 - 竜ヶ尾 - 床並 - 竜ヶ尾 - 下 - 山香病院 - 山香庁舎
  - 火曜日・木曜日のみの運行。

仲尾台・元河内線
- 山香庁舎 - 樋掛公民館 - 西仲尾 - 仲尾台 - 元河内 - 樋掛公民館 - 山香病院 - 山香庁舎
  - 火曜日のみの運行。

井手の上・下切線
- 山香庁舎 - 日指 - 上地区公民館 - 井手の上 - 小内原 - 浄土寺 - 上地区公民館 - 日指 - 山香病院 - 山香庁舎
  - 水曜日のみの運行。

津山・鹿鳴越線
- 山香庁舎 - 津山 - グリーンエコランド - 西鹿鳴越給水所 - 轟 - 広瀬 - 山香病院 - 山香庁舎
  - 水曜日のみの運行。

上畑・小武線
- 山香庁舎 - 山香病院 - 広瀬 - 今畑公民館 - 刈屋 - 今畑公民館 - 西岳 - 柚ノ迫 - 山香病院 - 山香庁舎
  - 木曜日のみの運行。

下村・大久線
- 山香庁舎 - 山香病院 - 広瀬 - 大川司 - 大久 - 舟ヶ尾 - 大川司 - 広瀬 - 山香病院 - 山香庁舎
  - 金曜日のみの運行。

立石・山浦線
- 山香庁舎 - 米子瀬 - 立石駅 - 鳥の江 - 山浦郵便局 - 定野尾 - 川床 - 平ヶ倉 - 石河野 - 山香病院 - 山香庁舎
  - 金曜日のみの運行。

### 大田コース
大田庁舎を起点・終点として地区内各所を巡回する路線を、月曜日-金曜日に1日3便運行している。